# جين فيلوز
جين فيلوز (بالإنجليزية: Jane Fellowes)‏ (ولدت في لندن يوم 11 فبراير من العام 1957)هي بارونة بريطانية ابنة الايرل جون سبنسر والكونتيسة فرانسيس شاند كيد وشقيقة ديانا أميرة ويلز وخالة الامير ويليام دوق كامبريدج وهاري دوق ساسكس وهي زوجة روبرت فيلوز السكرتير السابق للملكة إليزابيث الثانية وأنجبت منه 3 أبناء هم:
- لورا جين فيلوز (19 يوليو 1980)[2]
- ألكسندر روبرت فيلوز ( 23 مارس 1983)
- إليانور روث فيلوز (20 أغسطس 1985)

## روابط خارجية
- جين فيلوز على موقع ميوزك برينز (الإنجليزية)
- جين فيلوز على موقع ديسكوغز (الإنجليزية)